# Сапега, Кшиштоф (1590)
Кшиштоф Сапега (лит. Kristupas Sapiega; 1590 — 27 ноября 1637, Падуя) — государственный деятель Великого княжества Литовского, подстолий великий литовский (1623—1630), стольник великий литовский (1630—1631), кравчий великий литовский (1631—1633), подчаший великий литовский (1633—1637).

## Биография
Представитель коденской линии литовского магнатского рода Сапег герба «Лис». Третий сын воеводы полоцкого Николая Павловича Сапеги (1545—1599) от брака с княжной Анной Андреевной Вишневецкой (ум. ок. 1595).
В юности Кшиштоф вместе со своим братом Николаем много путешествовал по Западной Европе, учился в Вене, Трире и Майнце в 1608 году, а Париже в 1609-1610 годах, в Мадриде в 1611 году. Также находился в Риме (1612) и на Мальте (1613). В октябре 1613 года братья Кшиштоф и Николай вернулись на роидну. В 1616 году Кшиштоф Сапега самостоятельно ездил в Нидерланды.
Вернувшись домой, Кшиштоф Сапега принял участие вместе со своим братом, подстолием литовским Александром Сапегой, в походе польского королевича Владислава Вазы на Москву в 1617-1618 годах. В 1621 году участвовал в разгроме турецкой армии в битве под Хотином.
За свои заслуги в 1623 году получил должность подстолия великого литовского. В 1623 году был избран послом на сейм. В 1625 году сопровождал королевича Владислава в заграничном путешествии. В 1630 году стал стольником великим литовским, а в 1631 году — кравчим великим литовским. В 1632 году был избран послом на конвокационный сейм. В 1633 году получил должность подчашего великого литовского.
В 1637 году Кшиштоф Сапега из-за плохого состояния здоровья отправился в Италию, где и скончался 27 ноября в Падуи.
Был женат на Эльжбете Фирлей, от брака с которой не имел потомства.